# منتخب غامبيا لكرة القدم
منتخب غامبيا الوطني لكرة القدم (بالإنكليزية: Gambia national football team) الملقب بالعقارب وهو المنتخب الوطني في غامبيا ويديره اتحاد غامبيا لكرة القدم . حتى سنة 1965 كان يعرف باسم غامبيا البريطانية . لم يسبق له التأهل إلى بطولة كأس العالم. بيد أنه تأهل إلى كأس الأمم الإفريقية 2021 لأول مرة والتي أقيمت في الكاميرون، وتمكن من الوصول إلى الدور ربع النهائي، ونجح مرة أخرى في التأهل إلى كأس الأمم الإفريقية 2023 في ساحل العاج، إلا أنه خرج من دور المجموعات.

## روابط خارجية
- قائمة بيانات المنتخب من الموقع الرسمي للفيفا باللغة العربية